# Đorđe Perišić
Đorđe Perišić, född 6 maj 1941 i Kotor, är en före detta jugoslavisk simmare och vattenpolospelare. Han tog OS-guld 1968 med Jugoslaviens landslag.
Perišić tävlade i simning vid olympiska sommarspelen 1960. Grenarna var 200 meter bröstsim och 4x100 meter medley. Han spelade nio matcher och gjorde sex mål i den olympiska vattenpoloturneringen Mexico City. Han spelade nio matcher och gjorde ytterligare sex mål i den olympiska vattenpoloturneringen i München där Jugoslavien slutade på en femteplats.